# Münzfund aus der Dionysiuskirche in Bremerhaven-Wulsdorf

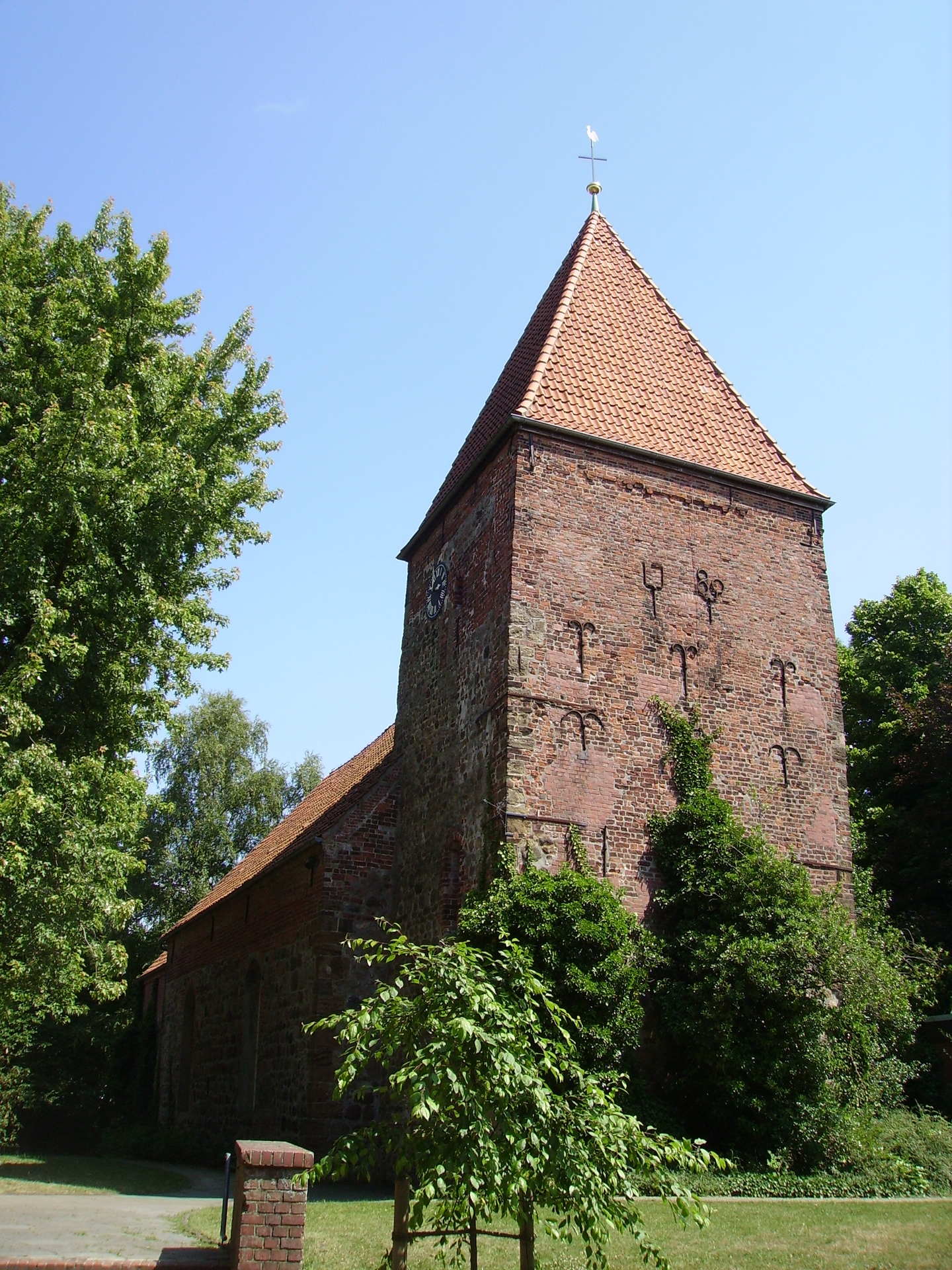
Dionysiuskirche in Bremerhaven-Wulsdorf, seit 1978 unter Denkmalschutz, im Jahr 2008

Der Münzfund aus der Dionysiuskirche in Bremerhaven-Wulsdorf, gelegentlich auch „Wulsdorfer Silberschatz“ genannt, besteht aus 57 Silbermünzen, die aus der Zeit bis 1430 stammen. Es handelt sich um den Inhalt eines Opferstockes, der am 8. November 2002 bei Restaurierungsarbeiten und archäologischen Untersuchungen in der Dionysiuskirche des Bremerhavener Stadtteils Wulsdorf entdeckt wurde. Diese Kirche gilt seit den Grabungen der Jahre 2002 und 2003 nach dem Bremer Dom als zweitältestes Bauwerk des Landes Bremen. Sie wurde um 885 begründet, das heutige Bauwerk entstand im 11. Jahrhundert.
Der Münzfund, der in einem fast vollkommen vergangenen Holzkästchen gemacht wurde, beinhaltet spätmittelalterliche Hohlpfennige und Swaren aus Bremen, Verden, Stade und Oldenburg, sowie 25 neuzeitliche Münzen, überwiegend aus dem Raum zwischen Elbe und Weser.
Zwar bemühte sich das Bremer Focke-Museum um die Münzen, es wurde allerdings entschieden, dass sie dem Historischen Museum Bremerhaven übergeben werden.